# Vulpes bengalensis
La volpe del Bengala (Vulpes bengalensis Shaw, 1800), nota anche come volpe indiana, è una volpe endemica del subcontinente indiano, diffusa dalle colline ai piedi dell'Himalaya e dal Terai del Nepal fino all'India meridionale, e dalle regioni meridionali e orientali del Pakistan fino all'India orientale e al Bangladesh sud-orientale.

## Descrizione

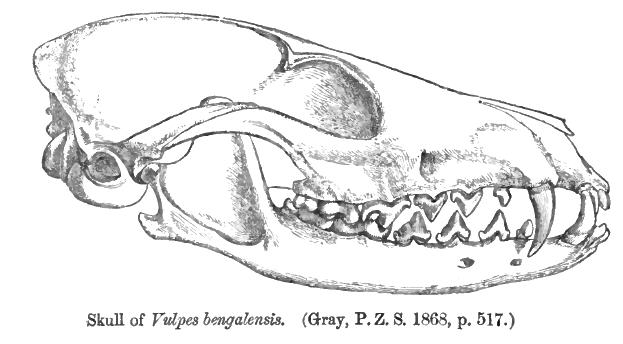
Cranio.

La volpe del Bengala è una volpe piuttosto piccola, con muso allungato, lunghe orecchie appuntite e una folta coda dalla lunghezza pari a circa il 50-60% di quella testa-corpo. Sul dorso la colorazione del mantello è molto variabile, ma essa è in gran parte grigiastra e più chiara sulle regioni inferiori; le zampe tendono a essere marroncine o rossicce e sono molto più gracili di quelle della volpe rossa. La coda è folta, con una caratteristica macchia nera all'estremità che distingue la specie dalla volpe rossa. Il dorso delle orecchie è marrone scuro con i margini neri. Il rinario è glabro e le labbra nere, con piccoli ciuffi di peli neri sulla parte superiore del naso, proprio davanti agli occhi. Le orecchie hanno lo stesso colore della nuca, o talvolta sono più scure, ma non presentano mai la macchia scura che si riscontra nella volpe rossa. La colorazione generale varia a seconda della popolazione e della stagione, ma generalmente va dal grigio al marrone chiaro. La lunghezza testa-corpo è di circa 46 cm e quella della coda di circa 25. Il peso si aggira sui 5–9 kg.
Le specie del genere Vulpes si distinguono da quelle dei generi Canis e Cuon presenti nella regione indiana per la regione frontale tra i processi postorbitali appiattita e non bombata da sacche d'aria presenti nell'osso. I processi stessi sono leggermente concavi e presentano il margine anteriore più alto (non convesso e arrotondato come negli altri Canidi). I canini sono proporzionalmente più lunghi.

## Distribuzione e habitat
La specie è presente in quasi tutto il subcontinente indiano, a eccezione delle foreste umide e delle regioni più aride. Il suo areale è delimitato dalla catena dell'Himalaya e dalla valle dell'Indo. Predilige le praterie aperte di erba bassa, le boscaglie o le foreste spinose. Sembra evitare i terreni impervi e le praterie di erba alta. Le volpi del Bengala erano considerate animali piuttosto generici nella scelta dell'habitat, ma studi recenti hanno dimostrato che esse prediligono di gran lunga le praterie semiaride di erba bassa alle altre aree.

## Biologia

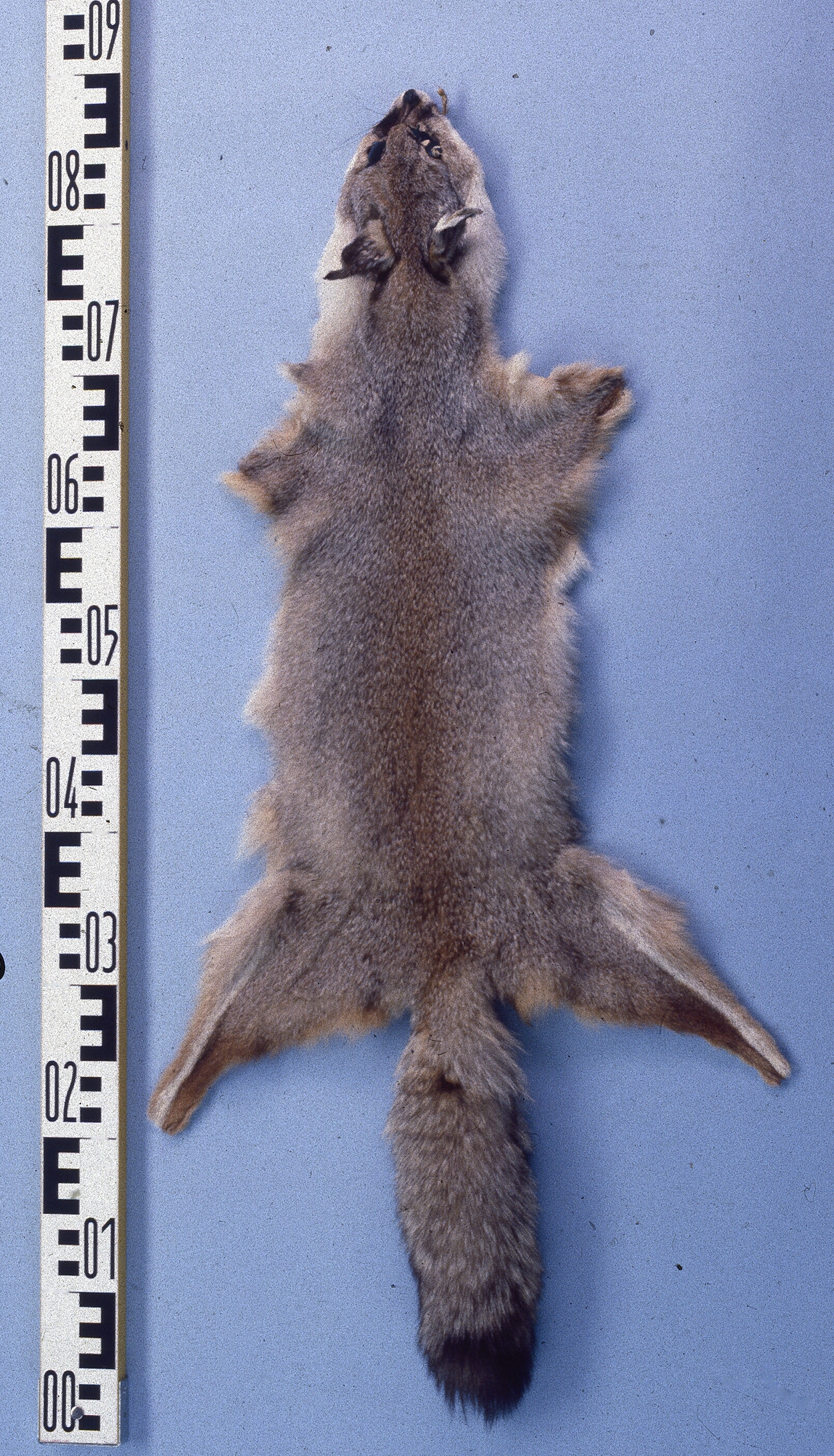
Pelle di volpe del Bengala.

La volpe del Bengala ha abitudini prevalentemente crepuscolari. Durante le ore calde del giorno si nasconde tra la fitta vegetazione o in tane sotterranee che scava essa stessa. Esse sono grandi e piuttosto complesse, con camere multiple e vie di fuga. All'alba o al tramonto è stata vista talvolta crogiolarsi su punti rialzati del terreno. In cattività la durata di vita è di circa 6-8 anni.

### Alimentazione
La volpe del Bengala si nutre di roditori, rettili, granchi, termiti, insetti, piccoli uccelli e frutta. L'analisi delle deiezioni dei giovani volpacchiotti ha dimostrato che essi si nutrono soprattutto di roditori, benché siano predatori opportunisti.

### Comunicazione
Le volpi emettono una vasta gamma di vocalizzi. Il loro richiamo più comune consiste in una sorta di lamento gracchiante, ma possono anche ringhiare, guaire, mugolare e latrare. Diversamente da altri Canidi sociali, la volpe del Bengala non sembra utilizzare latrine comuni, nelle quali tutti i membri del gruppo defecano in punti specifici.

### Riproduzione
La volpe del Bengala forma coppie che durano per tutta la vita, sebbene ogni tanto si accoppino anche con altri partner. In quasi tutto l'areale la stagione degli amori inizia in autunno (di solito in ottobre-novembre) e, dopo un periodo di gestazione di circa 50-60 giorni, nascono, in una tana, da due a quattro piccoli. Entrambi i genitori partecipano all'allevamento dei piccoli. Questi ultimi sono completamente svezzati circa 3-4 mesi dopo aver lasciato per la prima volta la tana. Nei primi mesi la mortalità dei piccoli è molto elevata. I piccoli, talvolta, possono essere allevati da più femmine. Durante il giorno tendono a rimanere nascosti tra gli arbusti e i cespugli, a eccezione dell'estate, quando rimangono al sicuro nella tana.

## Conservazione
Il principale fattore di minaccia per la volpe del Bengala è, forse, la mancanza di protezione data al suo habitat. Ad esempio, nell'India meridionale, negli Stati di Karnataka e Andhra Pradesh, meno del 2% dell'areale di questo animale è situato all'interno di aree protette già esistenti. Anche la caccia datale per la pelliccia e la carne, nonché la conversione delle praterie in terreni agricoli, aree industriali e, soprattutto, piantagioni per biocombustibili, hanno influito negativamente sulla popolazione di questo animale. Inoltre, alcune parti del suo corpo vengono impiegate nella medicina tradizionale e in alcune aree la sua carne viene mangiata. Nell'India meridionale viene cacciata dalle tribù narikurava. Nel Karnataka, esse vengono catturate nel corso di rituali che avvengono durante la festività del Makar Sankranti (il 14 o 18 gennaio). Un'altra minaccia sono le malattie, come il cimurro e la rabbia, che vengono diffuse dai numerosi branchi di cani randagi non vaccinati che scorrazzano in gran parte dell'areale della volpe.